# Майерс, Алан
Алан Майерс (18 августа 1933 — 8 августа 2010) — британский переводчик, в первую очередь известен переводами русских авторов.

## Биография
Майерс родился в 1933 году в Саут-Шилдс, графство Дарем. С 1957 по 1960 год он учился в Лондонском университете, а продолжил обучение в Московском университете. Здесь он познакомился с Абаевой Дианой, на которой женился спустя семь лет. Впоследствии в 1963—1986 годах он преподавал русский и английский языки в Хартфордшире.
В течение этого периода он публиковал обзоры, переводы и учебные статьи, а летом работал курьером на российских балтийских лайнерах, а также переводчиком Британского совета в Великобритании и СССР. Он появлялся в эфирах на BBC Radio 3 и BBC World Service по российским темам. Он ушёл на пенсию в 1986 году, продолжив работать переводчиком-фрилансером.

## Переводы

### Поэзия
Роберт Конквест заявлял, что перевод поэзии на английский с сохранением рифмы является самым трудным из всех искусств. Майерс взялся за эту задачу и выпустил ряд сборников рифмованных переводов русской поэзии XIX века (такие, как «Столетие назад», изданный Penguin Books в 1989 году), некоторые отрывки из них выходили в Оксфордском словаре цитат. 23 апреля 1989 года в The Sunday Times вышла статья Майерса о его подходе к переводу поэзии.

### Проза
Среди крупных переводов прозы работы Валентина Распутина, Василя Быкова, произведения Достоевского «Идиот» (1992) и «Кроткая» (1995), а также «Пиковая дама» Пушкина. Последние три были опубликованы издательством Оксфордского университета. Перевод «Идиота» Майерса был выбран для публикации в Китае (на английском языке с примечаниями на китайском). Этот перевод в «Оксфордском путеводителе по переводной литературе на английском языке» (2000) был назван лучшим в настоящее время.

### Эссе
Майерс переводил стихи и эссе для своего друга, лауреата Нобелевской премии Иосифа Бродского. Он печатал их в таких изданиях, как The New York Review of Books, The New Yorker, Vogue и The Times Literary Supplement; а также в своих книгах: «Часть речи», «Меньше единицы», «Урания», «Так далее» и «Избранные стихотворения» на английском языке. Майерс взял расширенное интервью у Бродского, которое появилось в сборнике Валентины Полухиной «Бродский глазами современников». Стихотворный цикл Бродского «В Англии» посвящён Майерсу и его жене Диане (которые оба появляются в работе). Среди других переводов Бродского, выполненных Майерсом, его две пьесы «Мрамор» (издана Penguin Books в 1988 году) и «Демократия!» (ставилась в лондонском театре «Ворота»). Обе пьесы получили критическую оценку в национальной прессе.

### Очерки и мемуары
Среди других заметных переводов — «Блокадный дневник» Лидии Гинзбург и эпический роман Юрия Домбровского «Факультет ненужных вещей». Майерс также перевел литературные мемуары, такие как «Прибытие» Кручёных, искусствоведческий авангард и «Иудейское художественное наследие» Ан-ского (1994).
Перевод эссе Эфроса и каталог произведений Ан-ского для мировой выставки были названы «блестящими … выполненными одним из лучших английских литературных переводчиков».
Другие работы включают документальный роман о чернобыльской катастрофе Юлии Вознесенской; истории Зиновия Зиника, которые появлялись в The New Yorker и других изданиях; поэзия Ирины Ратушинской, которая транслировались на радио BBC Radio 3 и издавалась Bloodaxe Books.
Кроме того, Майерс перевёл ряд современных русских романов и рассказов, в том числе триллеры и научную фантастику: «Красный газ» Эдуарда Тополя (переведённый также на шрифт Брайля), «Операция „Фауст“» Фридриха Незнанского; «Улитка на склоне» и «Далёкая Радуга» братьев Стругацких.
Коллекция русской спекулятивной фантастики Майерса, самая большая в Великобритании, на данный момент хранится в Ливерпульском университете.
Майерс также публиковал научные статьи в The Slavonic and East European Review (1990—1993) о жизни и творчестве Евгения Замятина в Ньюкасле в 1916—1917 годах. Это обширное оригинальное исследование продемонстрировало решающее влияние пребывания автора в Англии на его роман «Мы» (сильное влияние «1984» Оруэлла). В декабре 2003 года Майерс снялся в документальном фильме BBC Radio 3 о Замятине.
Его последние переводы печатались в «Утопиях» (Penguin Books, 1999), обзоре русского модернизма. Туда вошли его переводы Мандельштама, Ахматовой, Хармса, Вагинова и Замятина.

## Другая работа
Майерс в течение многих лет был помощником редактора Northern Review (Ньюкасл). Он издал всеобъемлющее «Литературное руководство Майерса: Северо-восток» (1995, 1997).
Вместе с Робертом Форсайтом он написал «У. Х. Оден: Пеннинские поэты» (North Pennines Heritage Trust, 1999). Работа содержит значительные оригинальные исследования ландшафта холмов Северных Пеннин — родины поэта — регион, который сильно повлиял на Одена в детстве и который он постоянно упоминал в своих произведениях на протяжении всей жизни.
Он также внёс вклад в написание Оксфордского справочника по английской литературе и Словаря национальных биографий (2004), в котором написал статью про Джека Коммона, друга Оруэлла.